# Code Name: The Cleaner
Code Name: The Cleaner o Evidencia oculta en España e Hispanoamérica es una película estadounidense de acción y comedia del año 2007, dirigida por Les Mayfield y protagonizada por Cedric the Entertainer, Lucy Liu, Mark Dacascos, Callum Keith Rennie y Nicollette Sheridan.

## Sinopsis
Un día, el conserje Jake Rogers despierta en la habitación de un hotel con un golpe en la cabeza, un portafolio lleno de dinero y un cadáver a su lado. Desde ese momento se verá envuelto en medio de una conspiración y será perseguido por la CIA y el FBI.

## Reparto
- Lucy Liu como Gina.
- Cedric the Entertainer como Jake Rogers.
- Nicollette Sheridan como Diane.
- Mark Dacascos como Eric Hauck.
- Callum Keith Rennie como Shaw.
- Niecy Nash como Jacuzzi.
- DeRay Davis como Ronnie.
- Will Patton como Riley
- Kevin McNulty como Dr. Soames
- Beau Davis como Old Timer.
- Bart Anderson como Charlie.
- Tom Butler como Crane.
- Robert Clarke como The Butler.